# 1909 en chimie
Cet article présente les faits marquants de l'année 1909 en chimie.

## Évènements
- Ernest Rutherford, Hans Geiger, et Ernest Marsden réalisent l'expérience de la feuille d'or, qui prouve que l'atome est composé d'un noyau positif extrêmement dense entouré d'un nuage électronique diffus[1],[2].
- Le physicien américain Robert Millikan mesure la charge élémentaire de l'électron avec une précision inégalée grâce à son expérience de la goutte d'huile, qui confirme que tous les électrons ont la même charge et masse[3],[4].
- 8 février : le chimiste américain d’origine belge Leo Baekeland présente son invention, la Bakélite à l'American Chemical Society. Il obtient un brevet le 7 décembre[5].
- 31 mars : le chimiste allemand Fritz Haberdépose un brevet pour le procédé Haber de synthèse de l'ammoniac à partir du diazote atmosphérique, ce qui provoquera une révolution dans l'industrie chimique. Après une démonstration aux représentants de BASF le 2 juillet, Carl Bosch est chargé de développer le procédé à l'échelle commerciale[6],[7].
- 29 mai : dans un article publié dans le Biochemische Zeitschrift, le chimiste danois Søren Sørensen introduit le concept de pH et développe une méthode de mesure de l'acidité[8],[9].
- 22 août : le chimiste allemand Fritz Hofmann obtient une brevet allemand pour la première méthode de préparation du caoutchouc synthétique[10].
- 27 décembre: création de l'Institut du radium à Paris[11].

## Prix
- Prix Nobel de chimie : Friedrich Wilhelm Ostwald en reconnaissance de ses travaux sur la catalyse et pour ses recherches sur les principes fondamentaux qui gouvernent les équilibres chimiques et les vitesses de réaction[12],[13].
- Médaille Davy : James Dewar sur la base de ses recherches à basse température[14],[15].
- Médaille William-H.-Nichols : H. H. C. P. Weber et William A. Noyes[16]

## Naissances
- 2 janvier : Jean Barriol (mort en 1989), chimiste français.
- 22 janvier : Faustino Cordón (mort en 1999), biochimiste espagnol.
- 18 mars : Sabir Yunusov (en) (mort en 1995), chimiste ouzbek.
- 9 juin : Michael Szwarc (mort en 2000), chimiste américain.
- 19 octobre : Marguerite Perey (morte en 1975), chimiste et physicienne française.

## Décès
- 22 janvier : Emil Erlenmeyer (né en 1825), chimiste allemand.
- 13 février : Hans Peter Jörgen Julius Thomsen (né en 1826), chimiste danois.
- 13 mai : Heinrich Limpricht (né en 1827), chimiste allemand.